# Кубок Кремля 2019 в женском одиночном разряде
Женский турнир в рамках Кубка Кремля 2019 года являлся частью тура WTA и имел категорию премьер. Призовой фонд составил 1032000 долларов.
Соревнования (как мужской в рамках ATP-тура, так и женской в рамках WTA-тура) прошли с 12 по 20 октября 2019 года в Москве (Россия) в Ледовом дворце «Крылатское».
В женском одиночном разряде Кубка Кремля 2019 года победила швейцарка Белинда Бенчич, победившая в финале россиянку Анастасию Павлюченкову 3:6 6:1 6:1. Выход в финал позволил Белинде, обогнав проигравшую в четвертьфинале этого же турнира голландку Кики Бертенс, занять последнее вакантное место на итоговом турнире WTA в Шэньчжэне (с участием восьми сильнейших теннисисток мира). В рейтинге WTA Бенчич по итогам Кубка Кремля поднялась с 10-й на 7-ю позицию, повторив собственный рекорд 2016 года, Павлюченкова — с 40-й на 30-ю. Прошлогодняя победительница россиянка Дарья Касаткина проиграла в первом круге украинке Даяне Ястремской и по итогам опустилась с 37-й на 70-ю позицию.
Надо отметить, что Бенчич попросилась на турнир очень поздно, так что места в основной сетке ей сначала не нашлось, и ей дали вайлд-кард в квалификацию. В таком случае ей пришлось бы сыграть на несколько матчей больше, чем сопернице по выходу в итоговый турнир голландке Бертенс. (Украинка Элина Свитолина узнала, что гарантировала себе место в Шэньчжэне, ещё до старта Кубка Кремля.) Но потом организаторы нашли возможность не только дать Бенчич вайлд-кард в основную сетку, но и посеять под соответствующим её рейтингу третьим номером, и она вместе со Свитолиной (1-й сеяной), Бертенс (2-й сеяной) и Векич (4-й сеяной) начала борьбу со второго круга.